# Achim Schrader
Achim Schrader (* 12. August 1934 in Hamburg; † 20. August 2004 in Münster) war ein deutscher Soziologe. Er wurde bekannt mit seinen Forschungsarbeiten im Bereich der Methodologie und zu Lateinamerika.

## Leben
Achim Schrader studierte ab 1954 Volkswirtschaftslehre und Soziologie in Kiel und Hamburg (1960 Dipl.-Vw), arbeitete 1960–68 an der Sozialforschungsstelle an der Universität Münster in Dortmund und wurde 1965 (bei Helmut Schelsky) an der Universität Münster mit der Dissertation „Die soziale Bedeutung des Besitzes in der modernen Konsumgesellschaft“ zum Dr. sc. pol. promoviert. Danach nahm er zahlreiche Gastdozenturen (vor allem in Brasilien) wahr, war an der neu gegründeten Universität Bielefeld 1969–71 Akademischer Rat und habilitierte sich dort 1971 mit seiner Schrift „Landschulen in Brasilien“ für Soziologie.
1971 wurde er an der Pädagogischen Hochschule Rheinland Professor in Duisburg (dann Universität-Gesamthochschule Duisburg), 1975–79 an der Pädagogischen Hochschule Münster. 1987 wurde er der Direktor des neu begründeten „Lateinamerikazentrums“ der Universität Münster und blieb dies bis 1999.

## Schriften (Auswahl)
- Einführung in die empirische Sozialforschung, 1971
- Die zweite Generation (mit Hartmut Griese und Bruno Nikles, eine empirische Studie über ausländische Kinder in der BRD), 1976